# Skive
Skive és una ciutat danesa de l'oest de la península de Jutlàndia, és la capital del municipi de Skive que forma part de la regió de Midtjylland, ambdós creats l'1 de gener del 2007 com a part d'una reforma territorial. El seu nom prové del nòrdic antic skifa que en aquest context s'ha d'entendre com a "palissada", és a dir, "fortificació". Skive és a la península de Salling, a la desembocadura del riu Karup al Skive Fiord, que forma part del complex del Limfjord. És a 29 km de Viborg, a 30 km de Nykøbing Mors, a 36  km de Struer a 40  km de Holstebro, a 51  km de Hobro, a 51  km de Herning, a 92  km d'Aalborg i a 94 d'Århus.